# 戀愛階段
《戀愛階段》是戲畫在2015年9月25日發售的戀愛冒險類型成人遊戲。

## 遊戲運作
《戀愛階段》是成人戀愛冒險遊戲。玩家在玩《戀愛階段》的時候主要是觀看和聆聽故事情節的發展，不過在部分的預設段落中玩家須藉由點擊的方式選擇行為選項，而這些選擇將會影響之後的人物的行動或者是反應。遊戲藉由這些相互連接的劇情分歧點而組織成多條故事路線，而遊戲的選項便會影響玩家所挑選的故事劇情內容，包含玩家操控的角色和遊戲人物之間的色情場景，並且進入不同的結局。

## 故事
八重垣准在受到網友AMATERAS（天照）的調侃刺激下，便決定在聖誕節之前找到女朋友，為了達成這個目標而來到溫泉泳池店「Mist Palace」（ミストパレス）打工並且開始積極尋找對象。

## 角色
八重垣准
本作的男主角。咲代學園的二年級學生。原本並不在意戀愛直到網友的調侃才開始積極尋找女朋友。
出雲霞（聲優：百乃結那）
身高：161cm，三圍：B90（G）/W55/H86，生日：5月5日，血型：A型
准的同學，Mist Palace店主的孫女。雖然成績優秀但會嘲諷他人而沒有朋友。
加加美涼羽（聲優：shizuku）
身高：172cm，三圍：B99（H）/W62/H89，生日：7月7日，血型：B型
准的表姐和學姊。表面上是完美超人，但是與准獨處時就會成為溺愛他的弟控姐姐。
久美浜友紀（聲優：橘まお）
身高：155cm，三圍：B87（G）/W56/H83，生日：2月2日，血型：O型
准的同學兼班長，所屬游泳社。個性溫和又有些天然呆的模範生。
兔波心（聲優：藤咲ウサ）
身高：145cm，三圍：B72（A）/W48/H70，生日：3月3日，血型：AB型
准和涼羽的青梅竹馬和學妹。住在隔壁常常從窗戶爬過來向准撒嬌，後來也到Mist Palace打工。
天乃澪衣（聲優：ヒマリ）
身高：158cm，三圍：B91（F）/W58/H92，生日：4月4日，血型：O型
准的學妹和網友「AMATERAS」，擅長玩遊戲的御宅族。兩人是在網路認識但是彼此不知道對方的真實身份，常常在網路上幫助准給予建議。

## 主題曲
片頭曲「LOVE×PHASE」
作詞：、，作曲：，主唱：nao
片尾曲「TWINSTAR」
作詞、作曲：，主唱：KEiNA

## 外部連結
- 官方網站 （页面存档备份，存于）（日語）